# Storytel
Storytel is een dienst waarmee men via een app luisterboeken kan streamen.
De dienst is in 2005 opgericht in Zweden. Aanvankelijk heette de dienst Bokilur, maar in 2007 werd de naam gewijzigd in Storytel. In mei 2013 deed de dienst in Nederland haar intrede. Naast Nederland en Zweden is Storytel in 24 andere landen actief. In elk van deze landen worden luisterboeken in hun eigen taal aangeboden, maar ook Engelstalige.
De dienst werkt op basis van betaalde abonnementen, waarbij de gebruiker onbeperkt luisterboeken kan luisteren.
In het tweede kwartaal van 2021 telde Storytel 1.626.900 betalende abonnees in alle landen waar de dienst actief is.
Storytel biedt ook e-boeken aan.  

## Geschiedenis
Storytel werd in 2006 opgericht door Jonas Tellander en Jon Hauksson. Het bedrijf nam één van de grootste Zweedse uitgevers, Norstedts förlag, over in 2016.
In 2016 kocht Storytel het Deense Mofibo.
In 2017 nam Storytel de Deense uitgever People's Press over.
In 2017 breidde Storytel uit naar Rusland, Spanje, India and the Verenigde Arabische Emiraten.
In 2018 kocht Storytel het Turkse luisterboekenbedrijf Seslenen Kitaplar waarmee Turkije het 19de land werd waar Storytel actief is.
In september 2019 kocht Storytel de Finse uitgeverij Gummerus.
In juli 2020 kocht het een aandeel van 70% in Icelandic publishing house Forlagið.
In januari 2021 had Storytel meer dan 1,5 miljoen abonnees wereldwijd.
In november 2021 werd aangekondigd dat Audiobooks.com verkocht werd aan Storytel voor $135 miljoen dollar. Op het moment van de overname werd Audiobooks.com gebruikt door 17% van de luisterboek gebruikers in de Verenigde Staten. De overname werd gezien als een manier om de Engelstalige markt te bedienen.
Op 18 februari 2022 trad oprichter Jonas Tellander af als CEO van Storytel maar bleef actief in de raad van bestuur.
In augustus 2022 werd Johannes Larcher, een voormalige leidinggevende bij HBO, benoemd tot CEO van Storytel.